# 萨伊洛雷特
萨伊洛雷特（法語：Sailly-Laurette，法語發音：[saji loʁɛt]）是法国上法蘭西大區索姆省的一个市镇，属于佩罗讷区。

## 地理
萨伊洛雷特（49°54'43"N, 2°36'24"E）面积6.38 平方千米，位于法国上法蘭西大區索姆省，该省份为法国北部沿海省份，北起加来海峡省和北部省，西接滨海塞纳省和大西洋英吉利海峡，南至瓦兹省，东临埃纳省。
与萨伊洛雷特接壤的市镇（或旧市镇、城区）包括：瑟里西、希皮利、勒阿梅勒、莫朗库尔、萨伊勒塞克、昂克尔河畔维尔。

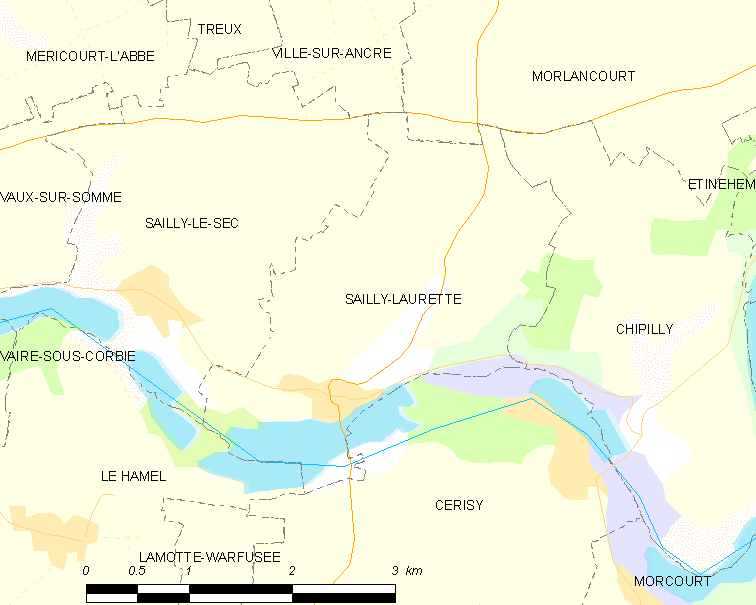
萨伊洛雷特的OSM定位图

萨伊洛雷特的时区为UTC+01:00、UTC+02:00（夏令时）。

## 行政
萨伊洛雷特的邮政编码为80800，INSEE市镇编码为80693。

## 政治
萨伊洛雷特所属的省级选区为科尔比县。

## 人口

1962-2008年间萨伊洛雷特人口变化图示

萨伊洛雷特于2022年1月1日时的人口数量为337人。